# Macrobrachium niphanae
Macrobrachium niphanae är en kräftdjursart som beskrevs av Shokita och Hisayoshi Takeda 1989. Macrobrachium niphanae ingår i släktet Macrobrachium och familjen Palaemonidae. Inga underarter finns listade i Catalogue of Life.